# Otto Klauwell
Otto Adolf Klauwell, född den 7 april 1851 i Langensalza, död den 11 maj 1917 i Köln, var en tysk tonsättare och musikskriftställare. 
Klauwell studerade vid konservatoriet i Leipzig och samtidigt vid universitetet, där han 1874 blev filosofie doktor. Han blev 1875 lärare vid konservatoriet i Köln, 1905 vice direktör där och fick 1894 professors titel. Klauwell komponerade orkester- och kammarmusikverk, några operor, pianostycken med mera. Mest betydande är hans skrifter, bland annat Der Vortrag in der Musik (1883), Die Formen der Instrumentalmusik (1894), Geschichte der Sonate (1899) och Geschichte der Programmusik (1910).